# Robin Mitchell
Robin E. Mitchell (* 10. März 1946 in Levuka) ist ein Arzt und Sportfunktionär aus Fidschi.

## Allgemeines
Robin Mitchell ging nach seinem Schulbesuch nach Australien und studierte Medizin an der University of Adelaide. Nach dem Abschluss seines Studiums kehrte er nach Fidschi zurück und praktiziert dort als Arzt.

## Sport
Mitchell betätigte sich als Feldhockeyspieler. Von 1984 bis 1990 war er der Nationaltrainer der fidschianischen Hockeyauswahl. Bei verschiedenen Großereignissen zwischen 1984 und 1992 wie Olympische Spiele, Commonwealth Games und Pazifikspiele war er der Mannschaftsarzt der fidschianischen Delegation. Von 1985 bis 1993 war er Mitglied der medizinischen Kommission der Vereinigung der NOKs Ozeaniens (ONOC). Von 1989 bis 1993 war er Vizepräsident der ONOC, von 1993 bis 2009 Generalsekretär und seit 2009 der Präsident. Ebenfalls seit 2009 ist er zudem Vizepräsident der Vereinigung der NOKs (ANOC). Seit 2001 ist Mitchell IOC-Repräsentant bei der Welt-Anti-Doping-Agentur. Zudem ist er seit 2005 Vorsitzender der ozeanischen Antidoping Organisation und seit 2014 Vorsitzender der medizinischen Kommission der ANOC.

## Tätigkeiten innerhalb des IOC
Robin Mitchell wurde 1994 zum IOC-Mitglied gewählt. Er ist Mitglied der Kommissionen für olympische Solidarität (seit 2000), Ethik (seit 2003), Koordination der Spiele der 33. Olympiade 2020 in Tokio (seit 2013) und der Mitgliederwahl (seit 2015). Seit 2015 ist er der stellvertretende Vorsitzende der Kommission für Medizin und Wissenschaft. Im September 2017 wurde Mitchell für vier Jahre in das IOC Executive Board gewählt.